# Persone di nome George/Nobili
| Questa pagina contiene informazioni ricavate automaticamente dalle voci biografiche con l'ausilio del template Bio e di un bot. L'aggiornamento è periodico e automatico e ricostruisce completamente la pagina. Se manca una persona in questa lista, sei pregato di non aggiungerla, ma accertati piuttosto che la sua voce biografica contenga il template Bio e che i dati anagrafici siano correttamente compilati. Se il template Bio manca, inseriscilo tu stesso o, in alternativa, metti l'avviso {{tmp\|Bio}} che ne segnala la mancanza. Se i dati riportati sono sbagliati, correggi direttamente la voce biografica; le modifiche saranno visibili in questa lista entro pochi giorni. Per chiarimenti vedi il progetto antroponimi. La lista contiene solo le 111 persone che sono citate nell'enciclopedia e per le quali è stato implementato correttamente il template Bio. Pagina aggiornata al 22 lug 2025. |

Questa è una lista di persone presenti nell'enciclopedia che hanno il nome George e sono nobili.

## B(12)
- George Baillie-Hamilton-Arden, XI conte di Haddington, nobile scozzese (n. 1827 - † 1917)
- Charles Bingham, IV conte di Lucan, nobile e ufficiale irlandese (n. 1830 - † 1914)
- George Boleyn, nobile inglese (Blickling Hall - Londra, † 1536)
- George Grey, V conte di Stamford, nobile britannico (n. 1737 - † 1819)
- George Harry Grey, VI conte di Stamford, nobile britannico (n. 1765 - † 1845)
- George Harry Grey, VII conte di Stamford, nobile britannico (n. 1827 - † 1883)
- George Boyle, IV conte di Glasgow, nobile scozzese (n. 1766 - † 1843)
- George Bridgeman, II conte di Bradford, nobile inglese (n. 1789 - Weston Park, † 1865)
- George Bridgeman, IV conte di Bradford, nobile e ufficiale inglese (n. 1845 - Londra, † 1915)
- George Bridges, nobile e politico britannico (Londra, n. 1970)
- Beau Brummell, nobile britannico (Londra, n. 1778 - Caen, † 1840)
- George Gordon Byron, nobile, poeta e politico britannico (Londra, n. 1788 - Missolungi, † 1824)

## C(18)
- George Carnegie, IX conte di Northesk, nobile e militare scozzese (n. 1843 - † 1891)
- George Chichester, II marchese di Donegall, nobile e politico irlandese (Westminster, n. 1769 - Ormeau, † 1844)
- George Child-Villiers, IX conte di Jersey, nobile e politico britannico (St. Marylebone, n. 1910 - Londra, † 1998)
- William Child-Villiers, X conte di Jersey, nobile britannico (n. 1976)
- George Child-Villiers, visconte di Villiers, nobile inglese (n. 1948 - † 1998)
- George Child-Villiers, VIII conte di Jersey, nobile e politico britannico (Londra, n. 1873 - Londra, † 1923)
- George Cholmondeley, visconte Malpas, nobile e politico inglese (Londra, n. 1724 - † 1764)
- Hugh Cholmondeley, VI marchese di Cholmondeley, nobile inglese (Londra, n. 1919 - Cheshire, † 1990)
- George Cholmondeley, IV marchese di Cholmondeley, nobile inglese (Kirtlington, n. 1858 - † 1923)
- George Cholmondeley, V marchese di Cholmondeley, nobile inglese (Malpas, n. 1883 - Londra, † 1968)
- George Churchill, nobile, politico e ammiraglio inglese (n. 1654 - Windsor, † 1710)
- George Clavering-Cowper, III conte Cowper, nobile e politico inglese (Hertford, n. 1738 - Firenze, † 1789)
- George Compton, IV conte di Northampton, nobile inglese (n. 1664 - † 1727)
- George Conyngham, III marchese di Conyngham, nobile e ufficiale inglese (n. 1825 - Westminster, † 1882)
- George Coventry, VII conte di Coventry, nobile inglese (n. 1758 - Londra, † 1831)
- George Coventry, VIII conte di Coventry, nobile e politico inglese (n. 1784 - Londra, † 1843)
- George Craven, III conte di Craven, nobile inglese (Londra, n. 1841 - Ashdown Park, † 1883)
- George Cubitt, I barone Ashcombe, nobile e politico britannico (n. 1828 - † 1917)

## D(5)
- George Digby, II conte di Bristol, nobile, politico e diplomatico inglese (Madrid, n. 1612 - Londra, † 1677)
- George Douglas, IV conte di Angus, nobile scozzese (n. 1429 - † 1462)
- George Douglas, XVI conte di Morton, nobile scozzese (n. 1761 - † 1827)
- George Douglas-Hamilton, X conte di Selkirk, nobile e politico scozzese (Wimborne Minster, n. 1906 - † 1994)
- George de Cantilupe, nobile inglese (Monmouthshire, n. 1251 - † 1273)

## F(3)
- George Finch, IX conte di Winchilsea, nobile inglese (n. 1752 - † 1826)
- George FitzRoy, I duca di Northumberland, nobile, generale e politico inglese (Oxford, n. 1665 - Epsom, † 1716)
- George FitzRoy, IV duca di Grafton, nobile e politico britannico (Londra, n. 1760 - Euston Hall, † 1844)

## G(12)
- George Murray, VI duca di Atholl, nobile scozzese (Londra, n. 1814 - † 1864)
- George Gordon, II conte di Huntly, nobile scozzese (Stirling, † 1501)
- George Gordon, IV conte di Huntly, nobile scozzese (n. 1514 - Aberdeen, † 1562)
- George Gordon, V conte di Huntly, nobile scozzese (n. 1534 - Strathbogie, † 1576)
- George Gordon, I marchese di Huntly, nobile scozzese (n. 1562 - Dundee, † 1636)
- George Gordon, II marchese di Huntly, nobile inglese (n. 1592 - † 1649)
- George Gordon, I duca di Gordon, nobile scozzese (n. 1649 - Leith, † 1716)
- George Gordon, IX marchese di Huntly, nobile scozzese (n. 1761 - † 1853)
- George Gordon, I conte di Aberdeen, nobile scozzese (n. 1637 - Kellie, † 1720)
- George Gordon, III conte di Aberdeen, nobile scozzese (Methlic, n. 1722 - Ellon, † 1801)
- George Greville, II conte di Warwick, nobile e politico inglese (Castello di Warwick, n. 1746 - Londra, † 1816)
- George Grey, II conte di Kent, nobile e politico inglese (Ruthin, n. 1454 - Ampthill, † 1505)

## H(19)
- George Beaumont, nobile, mecenate e collezionista d'arte britannico (Great Dunmow, n. 1753 - Coleorton, † 1827)
- George Hamilton Gordon, V conte di Aberdeen, nobile e politico scozzese (Hertfordshire, n. 1816 - Aberdeen, † 1864)
- George Francis Hamilton, nobile, militare e politico britannico (Dublino, n. 1845 - Exeter, † 1927)
- George Hamilton, I conte di Orkney, nobile e ufficiale scozzese (Hamilton Palace, n. 1666 - Londra, † 1737)
- George Harcourt, II conte Harcourt, nobile e mecenate inglese (Witney, n. 1736 - Londra, † 1809)
- George Hastings, IV conte di Huntingdon, nobile e politico inglese (n. 1540 - † 1604)
- George Hay, VIII marchese di Tweeddale, nobile e ufficiale scozzese (Bonnington, n. 1787 - Yester, † 1876)
- George Hay, VII marchese di Tweeddale, nobile scozzese (n. 1753 - Verdun, † 1804)
- George Hay, I conte di Kinnoull, nobile e politico scozzese (n. 1570 - Londra, † 1634)
- George Hay-Drummond, XII conte di Kinnoull, nobile scozzese (n. 1827 - Torquay, † 1897)
- George Hay-Drummond, XIV conte di Kinnoull, nobile scozzese (Londra, n. 1902 - Londra, † 1938)
- George Herbert, V conte di Carnarvon, nobile, egittologo e collezionista d'arte britannico (Highclere Castle, n. 1866 - Il Cairo, † 1923)
- George Herbert, XI conte di Pembroke, nobile, politico e generale britannico (Wilton House, n. 1759 - Londra, † 1827)
- George Herbert, IV conte di Powis, nobile inglese (Londra, n. 1862 - † 1952)
- George Howard, VI conte di Carlisle, nobile e politico britannico (Castle Howard, n. 1773 - Castle Howard, † 1848)
- George Howard, VII conte di Carlisle, nobile, politico e poeta britannico (Londra, n. 1802 - Castle Howard, † 1864)
- George Howard, IX conte di Carlisle, nobile, politico e pittore britannico (Londra, n. 1843 - Hindhead, † 1911)
- George Howard, XIII conte di Carlisle, nobile, militare e politico britannico (Londra, n. 1949)
- George Howard, IV conte di Suffolk, nobile inglese (n. 1625 - † 1691)

## K(1)
- George Keppel, VI conte di Albemarle, nobile, ufficiale e politico inglese (Marylebone, n. 1799 - Marylebone, † 1891)

## L(4)
- George Lambton, II conte di Durham, nobile inglese (n. 1828 - † 1879)
- George Lascelles, VII conte di Harewood, nobile e direttore artistico britannico (Londra, n. 1923 - Harewood, † 2011)
- George Sutherland-Leveson-Gower, II duca di Sutherland, nobile e politico inglese (Londra, n. 1786 - Staffordshire, † 1861)
- George Lyttelton, IV barone Lyttelton, nobile e politico inglese (Londra, n. 1817 - Londra, † 1876)

## M(5)
- George Montagu, VIII duca di Manchester, nobile e politico inglese (Kimbolton, n. 1853 - Tandragee, † 1892)
- George Montagu, VI conte di Sandwich, nobile inglese (n. 1773 - † 1818)
- George Montgomerie, XV conte di Eglinton, nobile scozzese (n. 1848 - † 1919)
- George Mountbatten, II marchese di Milford Haven, nobile inglese (Darmstadt, n. 1892 - Kensington Palace, † 1938)
- George Murray, V conte di Dunmore, nobile scozzese (n. 1762 - † 1836)

## N(1)
- George Neville, I conte di Abergavenny, nobile inglese (n. 1727 - † 1785)

## O(3)
- George Onslow, I conte di Onslow, nobile e politico inglese (n. 1731 - † 1814)
- George Osborne, X duca di Leeds, nobile e politico inglese (Londra, n. 1862 - † 1927)
- George Osborne, IX duca di Leeds, nobile inglese (Parigi, n. 1828 - Horby Castle, † 1895)

## P(3)
- George Parker, II conte di Macclesfield, nobile, politico e scienziato britannico († 1764)
- George Paulet, XII marchese di Winchester, nobile inglese (n. 1722 - † 1800)
- George Pratt, II marchese di Camden, nobile e politico inglese (Londra, n. 1799 - Bayham Abbey, † 1866)

## R(5)
- George Ramsay, IX conte di Dalhousie, nobile, ufficiale e diplomatico scozzese (Midlothian, n. 1770 - Midlothian, † 1838)
- George Ramsay, VIII conte di Dalhousie, nobile e politico inglese (n. 1730 - † 1787)
- George Ramsay, XII conte di Dalhousie, nobile e ammiraglio scozzese (n. 1806 - † 1880)
- George Rawdon-Hastings, II marchese di Hastings, nobile inglese (n. 1808 - † 1844)
- George Rous, III conte di Stradbroke, nobile e ufficiale inglese (Londra, n. 1862 - Blythburgh, † 1947)

## S(8)
- George Spencer, II conte Spencer, nobile e politico britannico (Wimbledon, n. 1758 - Althorp, † 1834)
- George Spencer, IV duca di Marlborough, nobile, politico e militare inglese (n. 1739 - Woodstock, † 1817)
- George Spencer, nobile e vescovo anglicano britannico (Londra, n. 1799 - † 1866)
- George Spencer-Churchill, V duca di Marlborough, nobile e politico inglese (n. 1766 - Woodstock, † 1840)
- George Spencer-Churchill, VI duca di Marlborough, nobile e politico britannico (Bill Hill, n. 1793 - Woodstock, † 1857)
- George Spencer-Churchill, VIII duca di Marlborough, nobile e ufficiale britannico (n. 1844 - Blenheim Palace, † 1892)
- George Stanhope, VI conte di Chesterfield, nobile e politico inglese (Bretby, n. 1805 - Londra, † 1866)
- George Stewart, IX signore d'Aubigny, nobile scozzese (Londra, n. 1618 - † 1642)

## T(2)
- George Talbot, IV conte di Shrewsbury, nobile britannico (Shifnal - South Wingfield, † 1538)
- George Townshend, II marchese Townshend, nobile e politico inglese (n. 1753 - † 1811)

## V(8)
- George van Lalaing, nobile olandese (Hoogstraten, n. 1536 - Groninga, † 1581)
- George Valentin Bibescu, nobile e aviatore romeno (Bucarest, n. 1880 - Bucarest, † 1941)
- George Vane-Tempest, nobile e politico irlandese (n. 1821 - † 1884)
- George Villiers Bussy, nobile e politico inglese (n. 1735 - † 1805)
- George Villiers, I duca di Buckingham, nobile e politico inglese (Brooksby, n. 1592 - Portsmouth, † 1628)
- George Villiers, II duca di Buckingham, nobile, politico e poeta inglese (Londra, n. 1628 - Kirkbymoorside, † 1687)
- George Villiers, V conte di Jersey, nobile e politico inglese (n. 1773 - † 1859)
- George Child Villiers, VI conte di Jersey, nobile e politico inglese (n. 1808 - † 1859)

## W(2)
- George Waldegrave, IV conte Waldegrave, nobile e ufficiale inglese (n. 1751 - † 1789)
- George West, V conte De La Warr, nobile e politico britannico (n. 1791 - † 1869)